# Atwood (Pensilvania)
Atwood es un borough ubicado en el condado de Armstrong en el estado estadounidense de Pensilvania. En el año 2000 tenía una población de 112 habitantes y una densidad poblacional de 20.6 personas por km².

## Geografía
Atwood se encuentra ubicado en las coordenadas 40°44′58″N 79°15′51″O / 40.74944, -79.26417.

## Demografía
Según la Oficina del Censo en 2000 los ingresos medios por hogar en la localidad eran de $28,750 y los ingresos medios por familia eran $29,750. Los hombres tenían unos ingresos medios de $35,625 frente a los $12,188 para las mujeres. La renta per cápita para la localidad era de $12,026. Alrededor del 10.6% de la población estaba por debajo del umbral de pobreza.